# 456
456 (CDLVI) fue un año bisiesto comenzado en domingo del calendario juliano, en vigor en aquella fecha.
En el Imperio romano, el año fue nombrado el del consulado de Avito sin colega, o menos comúnmente, como el 1209 Ab urbe condita, adquiriendo su denominación como 456 a principios de la Edad Media, al establecerse el anno Domini.

## Acontecimientos
- Una expedición de 400 piratas hérulos venidos del Mar del Norte en siete embarcaciones atacan los asentamientos del litoral del mar Cantábrico. Son repelidos por una multitud en la costa de Lugo, pero posteriormente devastan con crueldad la de Cantabria y Vardulia.[1]
- Se produce la batalla de Astorga. Los godos con Teodorico II en el poder, aplasta a los guerreros suevos de Requiario. Batalla del río Órbigo. Acaba la supremacía sueva.[2]

## Fallecimientos
- Ankō Tennō, emperador n.º 20 de Japón
- Requiario, rey de los suevos.